# Nuculana gordonis
Nuculana gordonis is een tweekleppigensoort uit de familie van de Nuculanidae. De wetenschappelijke naam van de soort is voor het eerst geldig gepubliceerd in 1920 door Yokoyama.